# 父さんのすることはいつもよし

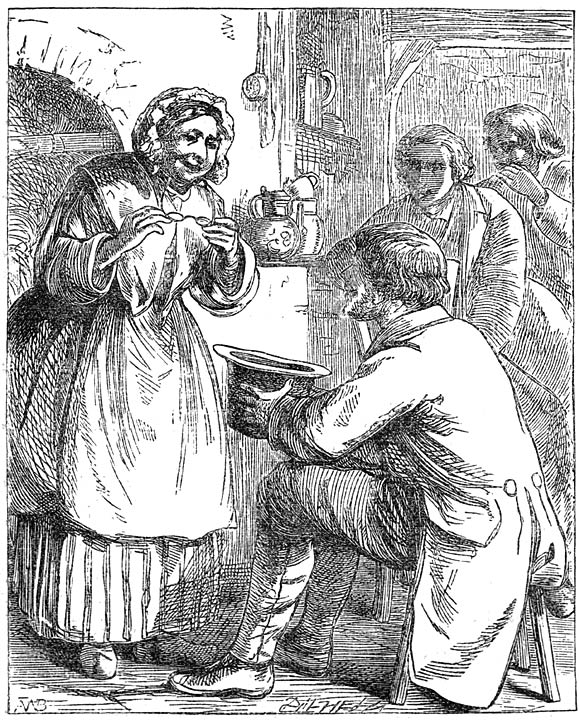
父さんのすることはいつもよし(Alfred Walter Bayes)

「父さんのすることはいつもよし」（とうさんのすることはいつもよし　丁: Hvad Fatter gjør, det er altid det Rigtige）は、ハンス・クリスチャン・アンデルセンの童話の一つ。
本作品は『童話と物語の新集 第二巻第一冊（丁: Nye Eventyr og Historier. Anden Række. Første Samling.）』に「馬車で来た十二人の客」「こがね虫」「賢者の石」「雪だるま」「アヒル小舎で」「新世紀のミューズ」とともに収録され、1861年3月にコペンハーゲンで刊行された。

## 背景
アンデルセンは70年の生涯で160篇あまりの童話を書いたが、グリム兄弟などが行った民話収集とは異なりその大多数は彼の創作である。しかし、昔からの民話やすでにあった童話を元に作られたものもあり（初期の作品に多い）、本作品もそのなかのひとつである。本作品はアンデルセンが子どもの頃に聞いた『感心なおかみさん』とも呼ばれるデンマーク民話を元に作られたが、イギリス人が登場するくだりはアンデルセンの創作となっている。当時イギリス人は非常に裕福で賭け事を好むと考えられていた。
アンデルセンは1860年の長い海外旅行からの帰国後にこの童話を書いたが、本作品の執筆は帰国の際の両替でフランス通貨をデンマーク通貨に交換する際に損をしたことが直接のきっかけとなった。彼の日記には、彼が金貨を両替したときに"1ナポレオンにつき14スキリングの損をした"と書かれている。

## あらすじ
とある田舎に農家の父さんとおかみさんが住んでいた。彼らはほとんど物を持っていなかったが、持たなくてすむものとして一頭の馬を持っていた。父さんはこの馬を売ってしまうか、もっと得になる何かと交換しようと考える。しかし、何と交換するべきか。おかみさんは「父さんのすることはいつだっていいことだから」と馬の処分を一任し、父さんを市場へと送り出す。
父さんは市場への途上で、一頭の雌牛を連れた男と出会う。父さんは雌牛からいいミルクが取れるだろうと思い、馬と雌牛を交換する。次に父さんは立派な毛並みの羊を連れた男と出会い、雌牛より餌の手間がかからないだろうと思い雌牛と羊を交換する。父さんはさらに、大きなガチョウをかかえた男と出会い、おかみさんがつねづねガチョウをほしがっていたことを思い出し、餌は野菜くずでいいだろうと思い羊とガチョウを交換する。町の近くまで来た父さんは今度はかわいいめんどりと出会い、餌は自分で見つけて食べるだろうと思いガチョウとめんどりを交換する。
町にたどり着いた父さんは、のどが渇いたので一杯やろうと居酒屋に寄る。居酒屋の入り口で袋一杯に入った痛んだりんごを持った男と出会った父さんは、おかみさんに見せてやりたいと思いめんどりと痛んだりんごを交換する。そして父さんは居酒屋に入り、りんごで詰まった袋を暖炉に立てかけた。居酒屋には金持ちのイギリス人が二人いたが、りんごが暖炉で炙られて音を立てているのに気づいた彼らは父さんから馬の取りかえっこの顛末を聞くと「おかみさんにせっかんされるぞ」と言う。しかし父さんはせっかんどころかせっぷんされるだろうと言い返す。そこで父さんとイギリス人は賭けをすることにした。イギリス人は枡いっぱいの金貨を、父さんは痛んだりんごと自分、そしておかみさんを賭けた。
父さんは二人のイギリス人を連れて家に戻り、おかみさんに一部始終を話して聞かせる。おかみさんは取りかえっこの話を聞くたびに父さんの『慮（おもんぱか）り』をほめ、喜び、最後には父さんにせっぷんする。イギリス人は物事を前向きに考えるおかみさんに感心し、金貨を支払った。